# Annapurna II
L'Annapurna II forma part del massís de l'Annapurna, al Nepal, del qual és l'extrem oriental. La seva altura és de 7.937 metres i es troba a 30,5 quilòmetres del cim principal, l'Annapurna. Va ser escalat per primera vegada el 1960, per una expedició britànico-índio-nepalesa liderada per J. O. M. Roberts. Van fer cim a través de l'aresta oest, a la qual s'hi van aproximar des del nord. La cordada que va fer cim estava composta per Richard Grant, Chris Bonington i el xerpa Ang Nyima.